# Universidad de Brasilia
La Universidad de Brasilia (en portugués, Universidade de Brasília, conocida simplemente como UnB) es una universidad pública federal ubicada en Brasilia. Es la mayor institución de enseñanza superior de la región Centro-Oeste de Brasil y una de las más importantes del país. Junto con la Escuela Superior de Ciencias de la Salud de la Fundación de Enseñanza e Investigación en Ciencias de la Salud del Distrito Federal (ESCS) son las dos únicas instituciones de enseñanza superior públicas existentes en el Distrito Federal.
La UnB ha sido constantemente clasificada como una de las 5 mejores universidades públicas en Brasil por la Guia do Estudante. Actualmente, se encuentra en el tercer lugar en la lista de mejores universidades del país. Varios de sus programas de posgrado han recibido notas 6 y 7 en la evaluación anual realizada por la agencia gubernamental CAPES, incluyendo Antropología, Matemática, Geología, Economía, entre otras.
La Universidad fue inaugurada el 21 de abril de 1962, a partir de un proyecto del educador Anísio Teixeira y el antropólogo Darcy Ribeiro, quien se convirtió en su primer canciller. Para el año 2004, contaba con 1.297 profesores y 2.278 empleados, así como más de 20.000 estudiantes. Cada semestre, la Universidad de Brasilia admite a cerca de 2000 estudiantes para sus 61 programas de pregrado. A nivel de posgrado, la Universidad ofrece 49 maestrías y 27 doctorados. Cuenta con 22 institutos; 50 departamentos; 16 centros científicos, tecnológicos, culturales, artísticos y de servicio general; residencias para estudiantes y personal; un hospital universitario; un centro deportivo; un observatorio sísmico; varias instalaciones para experimentos físicos; un laboratorio de investigación animal; una biblioteca con un inmenso archivo; un restaurante para estudiantes; una granja para investigación ecológica, agrícola y forestal; y una estación ecológica. Asimismo, está proyectada la construcción de un parque tecnológico.
La UnB abrió recientemente un nuevo campus en Planaltina, donde imparte cursos nuevos y distintos a los disponibles en el campus principal, tales como el bachillerato en Gestión de agronegocios y la licenciatura en Ciencias naturales. Además de este nuevo campus, la Universidad ha invertido en la ampliación de la infraestructura existente en el campus Darcy Ribeiro. Así, ha transferido departamentos tales como el de Biología, Química y Administración, así como el Centro de Selección y Promocíón de Eventos (CESPE) a nuevos edificios construidos en todo el campus.

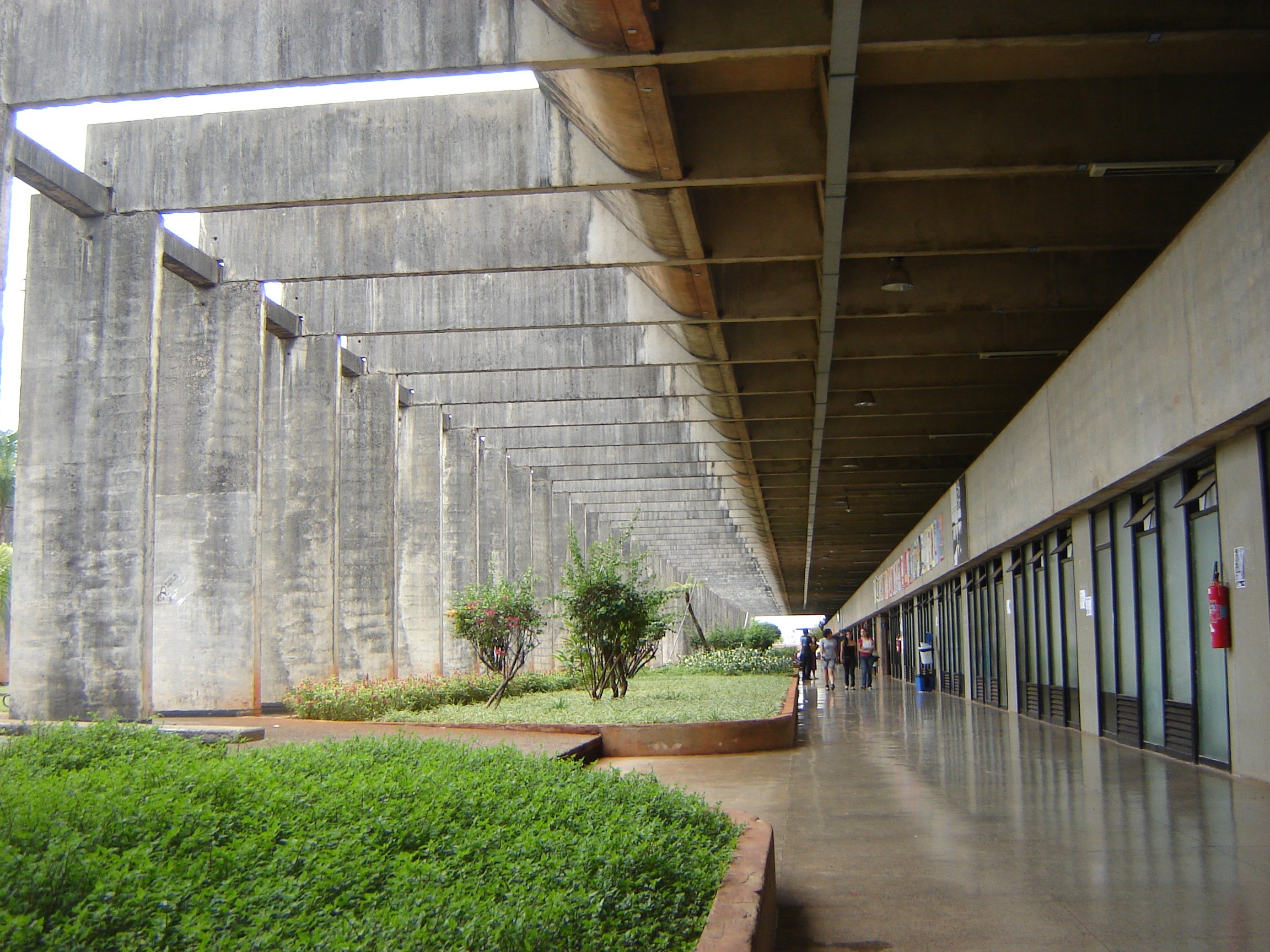
Corredor del Instituto Central de Ciencias de la Universidad de Brasilia, conocido como "Minhocão".

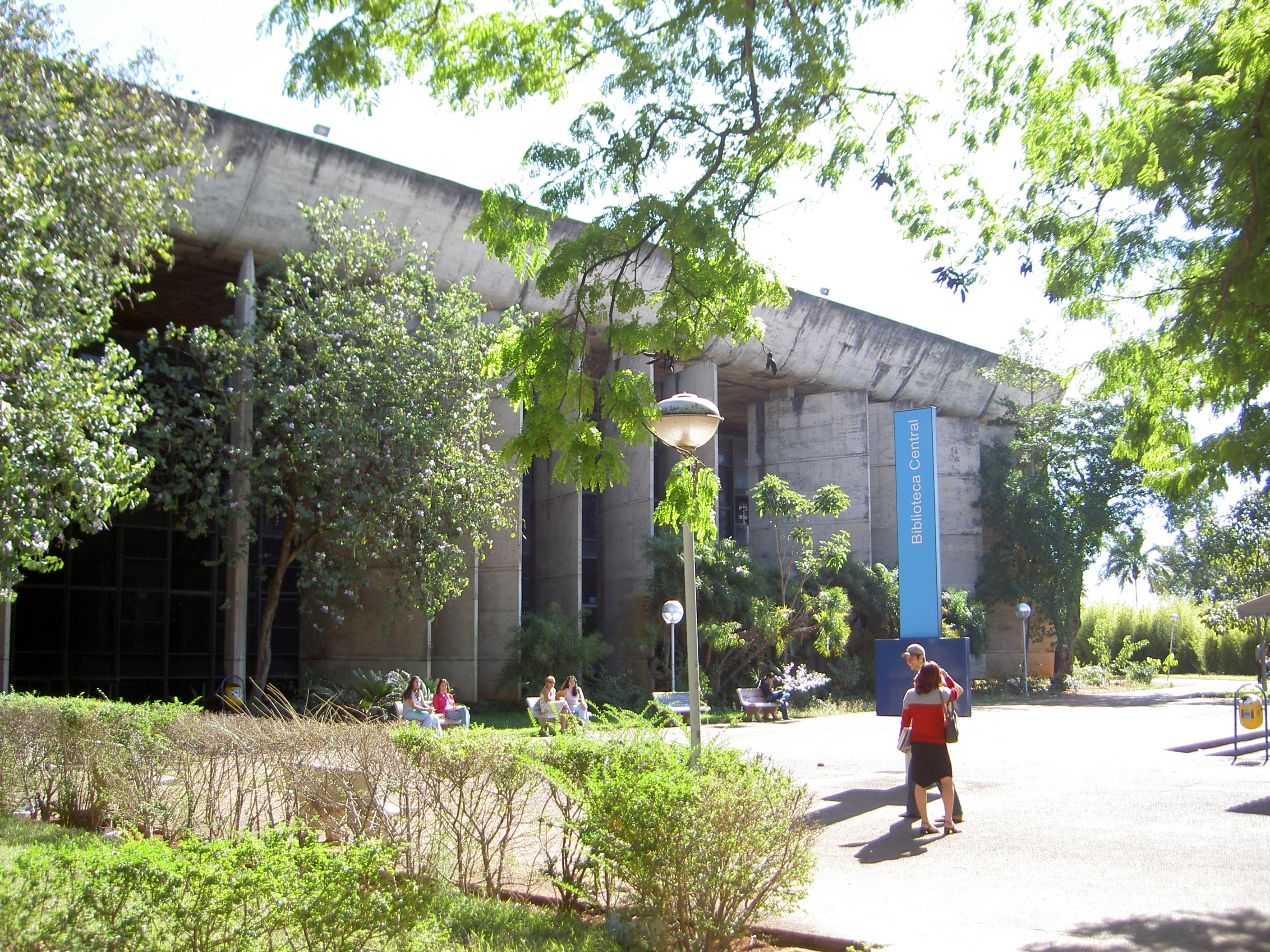
Biblioteca Central de la Universidad de Brasilia.

Hay más de 114 colegios y universidades en Brasilia.

## Algunos egresados y profesores destacados
- Oscar Niemeyer, arquitecto, ganador del Premio Pritzker (1988).
- Nelson Pereira dos Santos, director de cine.
- Cyro dos Anjos, escritor.
- Cristovam Buarque, economista y político, ex Canciller, exgobernador del Distrito Federal y senador.
- Athos Bulcão, artista.
- Antônio Augusto Cançado Trindade, jurista, elegido juez en la Corte Internacional de Justicia.
- Claudio de Moura Castro, economista, educador y columnista.
- João Filgueiras Lima, arquitecto.
- Otto Richard Gottlieb, químico, nominado al Premio Nobel de Química.
- Gilmar Mendes, presidente del Supremo Tribunal Federal de Brasil.
- Darcy Ribeiro, antropólogo.
- Roberto Aureliano Salmeron, físico nuclear.
- Cláudio Santoro, compositor y violinista.
- Anísio Teixeira, educador.
- Teotônio Vilela Filho, político, economista, actual gobernador de Alagoas.